# Zjevení Panny Marie v Akitě

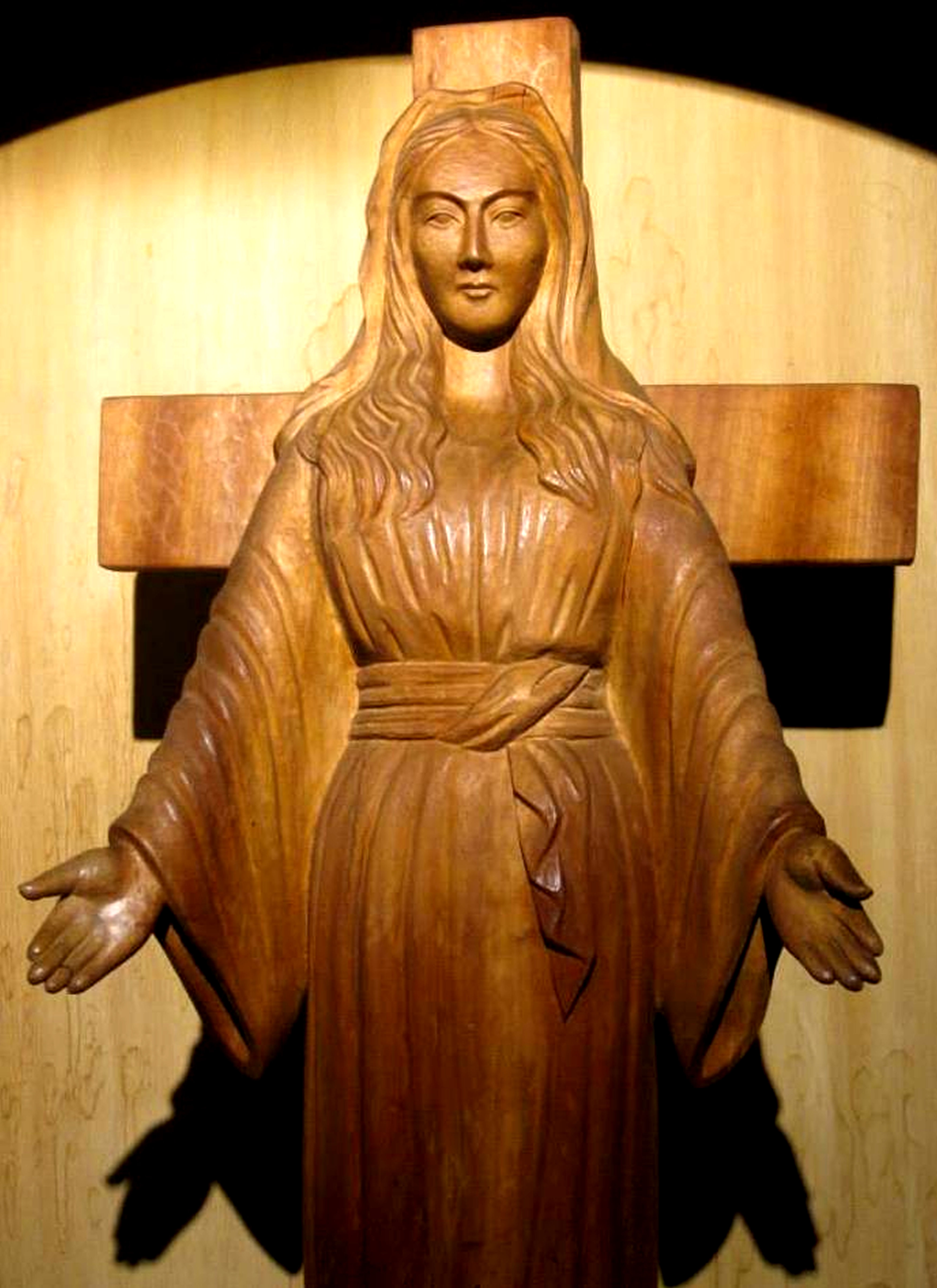
Naše Paní z Akity

Naše Paní z Akity (japonsky: 秋田の聖母マリア) je katolické označení pro blahoslavenou Pannu Marii ve spojitosti s dřevěnou sochou uctívanou věřícími Japonci, kteří ji považují za zázračnou. Vyobrazení Panny Marie z Akity vešlo v obecnou známost v souvislosti s údajným zjevením Panny Marie sestře Agnes Kacuko Sasagawa v oblasti Juzawadai na předměstí Akity v Japonsku. Poselství zjevení klade důraz na význam modlitby (především recitace svatého růžence) a pokání v kombinaci se skrytými vizemi týkajícími se klerikální perzekuce a hereze uvnitř katolické církve. 
Zjevení byla neobvyklá tím, že plačící sochu Panny Marie v Akitě přenášela japonská národní televize a získala další publicitu náhlým uzdravením ztráty sluchu sestry Agnes po zjevení. Vyobrazení Panny Marie z Akity bylo následně přejato hnutím Naší Paní všech národů, se kterým poselství sdílí některé podobnosti.
Místní ordinář konventu, biskup Niigaty John Šódžiró Itó, uznal „nadpřirozený charakter série záhadných událostí týkajících se sochy svaté Matky Boží“ a schválil „uctívání Svaté Matky z Akity“ uvnitř římskokatolické diecéze Niigaty v roce 1984 v pastýřském listu.

## Pozadí
Po několik dekád trpěla sestra Agnes (původem z buddhistické rodiny) celou řadou zdravotních problémů. Byla narozena předčasně a trpěla chabým zdravím po většinu svého života. Rovněž podstoupila špatně provedenou operaci slepého střeva, která ji imobilizovala na více než deset let. Její zdraví se údajně zlepšilo po užívání vody z Lurd. Poté, co zcela ohluchla, odešla žít se sestrami poblíž Akity.

## Zjevení
V roce 1973 sestra Agnes promluvila o zjeveních, stigmatizaci a pláči dřevěné sochy, která údajně plakala při více než 101 příležitostech. Sestry v Juzawadai také popisovaly stigmata jak na dřevěné soše, tak na rukou sestry Agnes; stigmata se objevila na soše dříve, než socha začala plakat, a po konci tohoto údajného pláče vymizely.
Sestra Agnes přinesla tři zprávy od Panny Marie v roce 1973, nicméně záhadný jev plačící dřevěné sochy údajně pokračoval i po této události. Sestra Agnes dle svých slov nejprve uslyšela oslovení od dřevěné sochy a poté zaznamenala první zprávu.

### Poselství
Sestra Agnes tvrdila, že první poselství obdržela 6. června 1973. Dále popisovala, že se v tu chvíli socha sama rozsvítila. Sestra byla instruována, aby se modlila modlitbu Služebnic eucharistie, o které Panna Marie řekla, že vyléčí její hluchotu. Dále jsou žádány modlitby svatého růžence a modlitby za usmíření. 
Druhé poselství obsahuje následující sdělení: „Mnoho lidí v tomto světě trápí Pána. Toužím po tom, aby jej duše usmiřovaly ke zmírnění hněvu nebeského Otce. Přeji si, aby duše napravily svým utrpením a chudobou hříšníky a nevděčníky.“
Třetí poselství bylo zjeveno 13. října 1973. Socha údajně v tu chvíli začala být pohyblivá v přítomnosti řady dalších svědčících sester. Třetí poselství Naší Paní z Akity je následující:
Má drahá dcero, poslouchej dobře to, co Ti musím říci. Jak jsem Ti řekla, pokud se lidé nebudou kát a nenapraví se, Otec uvrhne na zemi hrozný trest. Bude to trest horší než potopa, takový, jaký nikdo v minulosti ještě neviděl. Oheň bude padat z nebe a vymaže část lidstva ... dobré stejně jako zlé, nešetřící kněze ani věřící. Přeživší budou tak zoufalí, že budou závidět mrtvým. Každý den se modli modlitbu růžence. Růžencem se modli za papeže, biskupy a kněze. Ďáblovo působení pronikne dokonce též do církve takovým způsobem, že uvidíme stát kardinály proti kardinálům a biskupy proti jiným biskupům. Kněží, kteří mne uctívají, budou svými bratry opovrhováni a jejich bratři jim budou vzdorovat ... kostely a oltáře vypleněné, církev bude plná těch, kteří přijímají kompromisy a ďábel přiměje mnoho kněží a zasvěcených duší, aby opustily službu svému Pánu. Ďábel bude speciálně nesmlouvavý právě vůči zasvěceným duším. Ztráta víry tolika duší je pro mne zdrojem smutku. Pokud se množství a závažnost hříchů ještě zvýší, již to déle nebude možné promíjet. S odvahou promluv se svým nadřízeným... Je to biskup Ito, který pečuje o vaši komunitu. Stále se mne toužíš na něco zeptat? Dnes je poslední den, kdy k Tobě budu hovořit živým hlasem. Od nynějška dále budeš poslouchat ty, které Ti posílám, a svého biskupa. Já osobně jsem stále schopna vás uchránit od těch katastrof, ke kterým se vy sami blížíte.

### Uzdravení
Sestra Agnes se přestěhovala do konventu Služebnic svaté eucharistie v Juzawadai 12. března 1973. První tři zprávy Panny Marie byly slyšeny „hluchýma ušima“ sestry Agnes, zatímco byla novickou v konventu. 
V říjnu 1974 došlo u sestry Agnes k náhlému zlepšení sluchu. V březnu 1975 začala prožívat kruté bolesti hlavy a opět ztrátu sluchu. Diagnostika v roce 1975 prokázala ztrátu sluchu obou uší. Dr. Sawada z Nemocnice Niigata Rosai potvrdil, že Agnes je neléčitelně hluchá a vystavil pro ni dokumenty, které ji umožnily získat státní příspěvek. Dr. Arai z Očního a ušního oddělení z Akita Red Cross Hospital také potvrdil její naprostou hluchotu.
V květnu 1982 došlo u sestry Agnes opět k náhlému návratu sluchu. V červnu 1982 dr. Sawada dosvědčil úplné uzdravení hluchoty. Podle Jasudy nebylo náhlé zlepšení sluchu zaznamenané při vyšetření dr. Sawadou v roce 1982 nemocnicí uznané jako „zázračné vyléčení“. 
4. srpna 1981 byla korejská žena s mozkovým nádorem v terminálním stadiu vyléčena, poté, co se přátelé a příbuzní modlili za přímluvu Panny Marie z Akity. Její jméno je Teresa Chun Sun Ho[zápis?]. Teresa sama prožila mystické vize v souvislosti s akitskými zjeveními během svého uzdravení, to první ještě v okamžiku, kdy byla v kómatu. Její uzdravení bylo následně zdokumentováno odborníky v Jižní Koreji. Yasuda napsal, že podle Teresy Chun a dalších korejských poutníků z roku 1983 bylo toto uzdravení prohlášené za „zázračné církevními autoritami v Jižní Koreji“.

## Stigmata
Sestra Agnes tvrdí, že prožila zkušenost podobnou stigmatizaci. Na její levé ruce se rozvinuly známky krvácení. Yasuda napsal v červnu 1973 následující: „v centru její dlaně byly dva červené škrábance ve tvaru kříže“, které se jevily jako „vyryté do kůže“ a začaly krvácet o několik dní později. „Byly zde dvě červené stopy ve tvaru kříže, které se jevily jako zdroj bolestí sestry Agnes,“ podle jedné ze sester. Podle Agnes se stigmata objevila poté, co začala vidět nadpřirozené bytosti, které se jevily jako andělé, a po dvou incidentech, při kterých cítila bolest v dlani. Když se rány objevily na její dlani, bylo navrhnuto několik vysvětlení, včetně teorie ektoplazmické schopnosti, ačkoli teologové řekli, že stigmata na rukou sestry Agnes a na rukou sochy jsou míněna jako znamení.

## Ronící socha
Z dlaně pravé ruky sochy prosakovala kapalina ze dvou krátkých protínajících se linií. Bylo to jednou sestrou popsáno jako "načernalá stopa"; "jeden by řekl, že to bylo nakresleno tenkou špičkou tužky". "Chtělo by se říct, že byly nakresleny perem s černým inkoustem," podle jiné sestry. "Na těchto čarách stály dva tmavší body. Velmi to připomíná inkoust, který se roztekl vlivem horka. Řekla jsem si sama pro sebe, že představená novicek musela hovořit právě o těchto bodech, když viděla krev protékající otvorem tak velkým, jako je ten na jehle." Třetí sestra, která byla kostelnicí, popsala, že "viděla ve středu dlaně pravé ruky, že rána ve tvaru kříže byla vyryta něčím, jako špičkou čepele."
TV Tokyo Channel 12 nahrál sochu ronící tekutiny v prosinci 1973. Krevní skupina byla identifikována jako typ B nebo AB. 

## Průběh uznání
- 1975: Biskup Ito iniciuje konzultace s Kongregací pro nauku víry.
- 1976: Biskup Ito vytváří vyšetřovací komisi, která dochází k závěru, že "není v pozici, kdy by mohla schválit nadpřirozené události."
- 1979: Na základě nových norem Kongregace pro nauku víry pro vyšetřování "domnělých zjevení nebo odhalení", které byly publikovány v předchozím roce, biskup Ito žádá Kongregaci o intervenci s cílem vytvořit další vyšetřovací komisi.
- 1981: Kongregace pro nauku víry, skeptická v otázce těchto událostí, odpovídá, že nespustí nové vyšetřování.
- 1982: Biskup Ito tvrdí, že odpověď Kongregace z roku 1981 "obsahuje některá nedorozumění" a posílá "kompletní dokumentaci, posílenou o některá nová fakta" do Kongregace.
- 1983: Ito se setkává se zástupci Kongregaci, zatímco je věc nadále vyšetřována.
- 1984: 22. března biskup Ito poznamenává, že byť je věc vyšetřována již osm let, on sám nenachází ve věci "žádné prvky, které by byly v rozporu s katolickou vírou a morálkou." Biskup Ito hájí "nadpřirozený charakter série záhadných událostí týkajících se sochy v konventu", a schvaluje "uctívání Svaté Matky z Akity v rámci Niigatské diecéze ("zatímco očekává definitivní rozhodnutí v této věci" vyslovené Svatým stolcem), a objasňuje že události byly soukromým zjevením a nejsou pro spasení nutné tak, jako zjevení veřejná.
- 1988: Ito se v červnu setkává s kardinálem Ratzingerem, prefektem Kongregace pro nauku víry. Ratzinger dává verbální schválení jeho dopisu z roku 1984, nicméně bez vyslovení "stanoviska o důvěryhodnosti těchto událostí."

Svatý stolec nikdy nevyslovil definitivní soud, ani pozitivní, ani negativní. Protože schválení biskupa Ita nebylo zrušeno jeho nástupcem ani Svatým stolcem, zjevení zůstává oficiálně schválené v souladu s oficiálními procedurami katolické církve.